# Летонија на Светском првенству у атлетици у дворани 2012.
Летонија је учествовала на Светском првенству у атлетици у дворани 2012. одржаном у Истанбулу од 9. до 11. марта једанаести пут, односно учествовала је под данашњим именом на свим првенствима од 1993. до данас. Репрезентацију Летоније представљале су две атлетичарке, које су се такмичиле у скоку удаљ.
Летонија није освојила ниједну медаљу нити је остварила неки резултат.

## Учесници
Жене:
- Аига Грабусте — Скок удаљ
- Лаума Грива — Скок удаљ

## Резултати

### Жене
| Атлетичарка   | Дисциплина | Лични рекорд | Квалификација | Квалификација | Финале                | Финале  | Детаљи |
| Атлетичарка   | Дисциплина | Лични рекорд | Резултат      | Место         | Резултат              | Место   | Детаљи |
| ------------- | ---------- | ------------ | ------------- | ------------- | --------------------- | ------- | ------ |
| Аига Грабусте | Скок удаљ  | 6,45         | 6,08          | 18            | Нису се квалификовале | 18 / 20 |        |
| Лаума Грива   | Скок удаљ  | 6,53         | без пласмана  | без пласмана  | Нису се квалификовале | 20 / 20 |        |